# Belaruskali
Der Belaruskali ist einer der größten Kaliproduzenten der Welt.
Sitz des Unternehmens ist Salihorsk in Belarus, wo sich auch alle vier Bergwerke des Unternehmens befinden (Starobiner Kalivorkommen). Belaruskali beschäftigt ca. 20.000 Mitarbeiter und produziert ca. 15 % des Weltbedarfs an Kalidüngemitteln.

## Geschichte
Die Starobiner Kalivorkommen wurden 1949 entdeckt. Mit dem industriellen Kaliabbau wurde 1961 begonnen. 1963 wurde das Erste Salihorsker Kalikombinat in Betrieb genommen; das zweite und dritte folgte 1965 bzw. 1969. Die drei Kombinate wurden 1970 zum Kombinat Belaruskali vereinigt und 1975 zur Produktionsvereinigung Belaruskali reorganisiert. 1979 nahm Belaruskali das Salihorsker Kaliwerk 4 in Betrieb. Im Jahr 2014 wurde Belaruskali aus dem Belnaftachim-Konglomerat, einem großen staatlichen Industriekonzern, ausgegliedert.
2020 wurde Belaruskali nach der Präsidentschaftswahl in Belarus 2020 für etwa zwei Wochen von den Arbeitenden bestreikt, sie unterstützten damit die Proteste in Belarus 2020. Der Streikanführer Anatoli Bokun wurde festgenommen. Die belarussische Bürgerrechtlerin Swjatlana Zichanouskaja fordert Sanktionen gegen Belaruskali. Das norwegische Unternehmen Yara International, das mit Belaruskali kooperiert, publizierte infolge der Proteste eine Stellungnahme, in der sie den belarussischen Staatskonzern dazu auffordern, die Bestrafung von Arbeitern zu unterbinden. Als Reaktion darauf erklärte sich Belaruskali dazu bereit, die entlassenen Arbeiter wiedereinzustellen.
Im Juni 2021 verhängte die Europäische Union Sanktionen gegen Belarus, darunter ein Handels- und Transitverbot für bestimmte Arten von Kalidüngemitteln. Am 9. August 2021 haben die USA Belaruskali in die Liste der besonders ausgewiesenen Bürger und blockierten Personen aufgenommen. Am selben Tag verhängten Großbritannien und Kanada Beschränkungen für einige belarussische Kalidüngemittel. Am 2. Dezember 2021 wurde Belaruskali in die Sanktionsliste des Vereinigten Königreichs aufgenommen, während die Belarussische Kaligesellschaft AG vom US-Finanzministerium in die SDN-Liste aufgenommen wurde.
Im Jahr 2022 verhängten Kanada, die EU und die Schweiz Sanktionen gegen Belaruskali, seinen CEO Iwan Golowaty und die Belarussische Kaligesellschaft AG. Im Januar 2023 wurde das Unternehmen in die Sanktionsliste der Ukraine aufgenommen. Im September 2024 lehnte der Gerichtshof der Europäischen Union die Aufhebung der EU-Sanktionen gegen Golowaty, Belaruskali und die Belarusian Potash Company ab.
Im August 2024 wurde eine Untersuchung des Belarusian Investigative Centers, von Belsat, des ukrainischen Dienstes von Radio Liberty, von Cyber Partisans und OCCRP veröffentlicht, wonach ein in Zypern registriertes und mit dem Kreis um Wiktar Schejman verbundenes Unternehmen zur Umgehung der Sanktionen gegen Belaruskali benutzt wurde.
Im November 2024 wurde Andrei Rybakow, der zuvor Belnaftachim leitete, neuer CEO von Belaruskali. Im Dezember 2024 wurde Rybakow auf die Sanktionslisten der Europäischen Union und der Schweiz gesetzt.
Laut einer neuen Untersuchung des belarussischen Ermittlungszentrums vom März 2025 wird technisches Salz der Firma Belaruskali trotz Sanktionen in der EU als Vereisungsschutzmittel verkauft.

## Vertrieb
Die Produktion wird in mehr als 50 Länder in Europa, Afrika, Asien und Amerika geliefert.
Der Vertrieb erfolgte seit 2006 zunächst exklusiv über die Belarussische Kaligesellschaft AG (Belarusian Potash Company – BPC), eine gemeinsam mit dem russischen Kaliproduzenten Uralkali AG und dem belarussischen Eisenbahnunternehmen Belaruskaja tschyhunka geführte Vertriebsgesellschaft.
Ende Juli 2013 gab Uralkali bekannt, den Verkauf ihrer Produktion über die Belarussische Kaligesellschaft AG zu stoppen und diese selbst zu vermarkten, da Belaruskali seit Dezember 2012 mehrfach Geschäfte an der gemeinsamen Vertriebsgesellschaft vorbei getätigt habe. Als Folge davon wurde an den internationalen Finanzmärkten ein deutlich sinkender Weltmarktpreis für Kali befürchtet, woraufhin die Aktienkurse mehrerer Kaliproduzenten einbrachen. So fiel etwa die Aktie des deutschen Kaliproduzenten K+S um mehr als 25 %. In einer Pressemitteilung vom 19. August 2013 bezeichnete Belaruskali die diesbezüglichen Erklärungen von Uralkalis Vorstandschef Baumgertner als „provokativ, emotional, beispiellos und unklug“ und argwöhnte, hinter dem Schritt stünden „Privatinteressen von Aktionären“ der Uralkali sowie „persönliche Ambitionen einiger ihrer Führungskräfte“. Belaruskali habe nicht die Absicht, die Partnerschaft mit Uralkali unter deren jetzigen Management wiederaufleben zu lassen. Eine Woche später wurde Baumgertner während seiner Rückreise von einem Treffen mit dem belarussischen Ministerpräsidenten Michail Mjasnikowitsch auf dem Flughafen Minsk festgenommen; die belarussischen Behörden warfen ihm vor, im Rahmen seiner Tätigkeit als Chairman der Belarussischen Kaligesellschaft AG Amtsmissbrauch „zum Zweck des persönlichen Nutzens“ betrieben zu haben. Zudem seien internationale Haftbefehle für vier weitere Topmanager der Uralkali ausgestellt worden.